# Valentine Dudensing
Valentine Dudensing, ou Francis Valentine Dudensing, né à New York en 1892 et mort en 1967, est un marchand d'art américain, qui a joué un rôle important dans la diffusion de l'art moderne auprès des collectionneurs et des musées américains.

## Biographie
Diplômé de Darmouth College en 1913, Dudensing commence à travailler dans la société d'édition et de négoce d'art de son père, Richard Dudensing & Son, à New York. Pendant la Première Guerre mondiale, il sert dans l'aviation américaine, puis se marie à Margaret van de Gros, en 1920. 

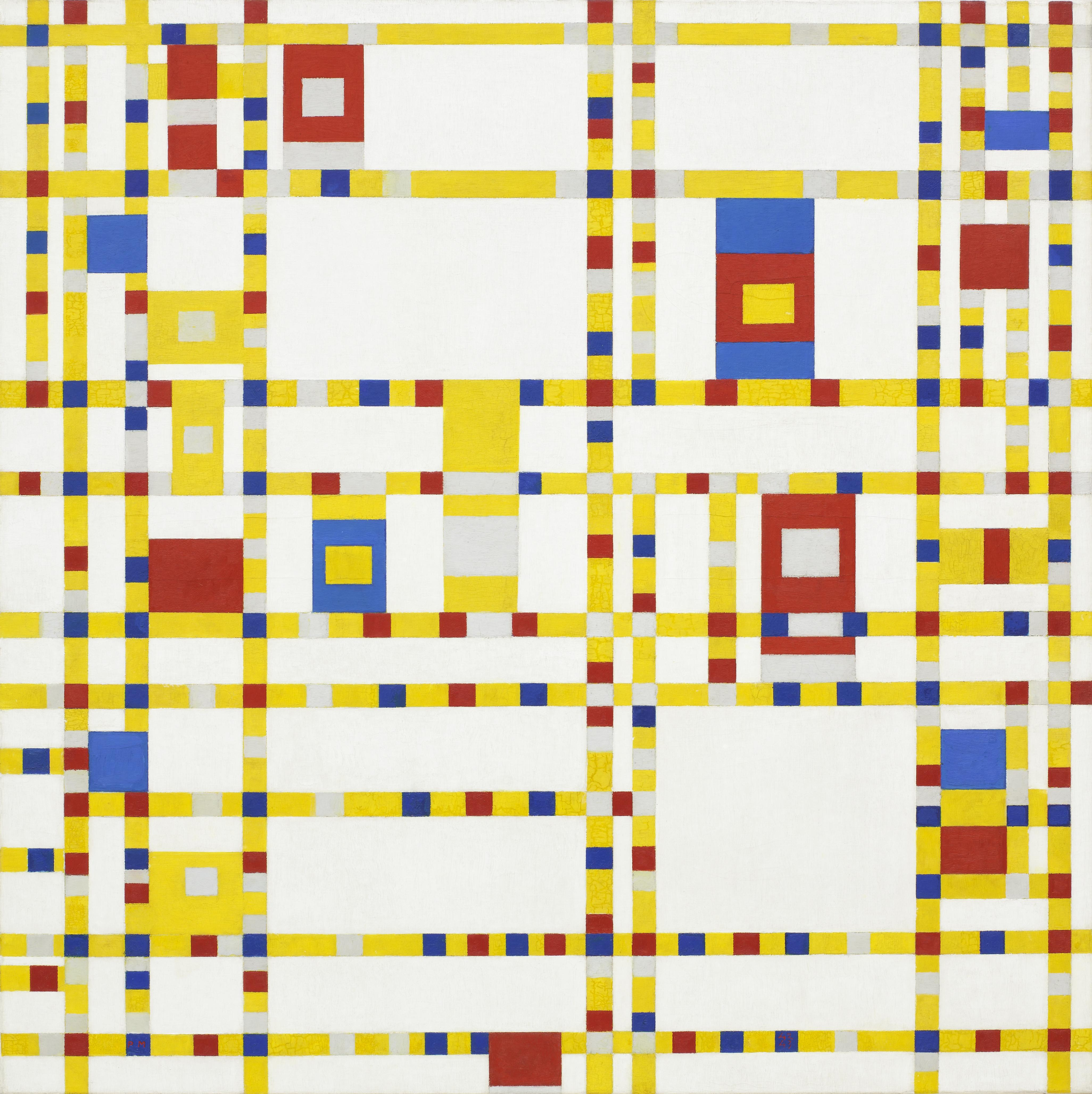
Piet Mondriaan, Broadway Boogie Woogie, 1942, MoMA

Au début des années 1920, lors d'un voyage en Europe, il se lie à Pierre Matisse et ils décident d'ouvrir ensemble un commerce d'art à New York, à partir des œuvres acquises par Pierre Matisse sur le marché français. La galerie ouvre en 1926 à New York, au 43 East 57th Street, puis 69 East 57th street, 16 East 57th Street et 55 East 57th Street. La société est d'abord appelée F. Valentine Dudensing Gallery, puis Valentine Gallery. Elle présente des artistes européens et organise des expositions importantes sur Henri Matisse (1927), Giorgio de Chirico (1928), Joan Miro (1930). Elle expose également des artistes américains, Louis Eilshemius, John Kane (en), C.S. Price. 
En 1930, Pierre Matisse se sépare de Dudensing et ouvre sa propre galerie en 1931. Dudensing continue à présenter les artistes clés de l'art moderne : exposition Kandinsky en 1932, Mondrian en 1942. C'est à la Valentine Gallery que Guernica est présenté pour la première fois au public américain, à l'automne 1939. 
Parfois associé aux autres marchands en affaires à la fois en France et aux États-Unis, Paul Rosenberg, Roland Balaÿ, Étienne Bignou, César de Hauke, etc., Dudensing a joué un rôle important dans la constitution des grandes collections publiques (Museum of Modern Art, Art Institute of Chicago, Detroit Institute of Arts, Albright-Knox Art Gallery) et privées américaines (Lillie P. Bliss, Walter P. Chrysler Jr., Stephen C. Clark, Chester Dale, A. E. Gallatin, William Paley, Dr Albert Barnes, Duncan Phillips, et Emily et Burton Tremaine). 
En 1948, Dudensing ferme sa galerie et s'installe en France avec sa femme. 
Proche des artistes, Dudensing, sa femme ou sa fille, ont été représentés entre autres par Man Ray, Jules Pascin, Florine Stettheimer.

## Parmi les œuvres vendues
- Picasso, Jeune fille devant un miroir, mars 1932, MoMA
- Mondrian, Broadway Boogie Woogie, 1942-1943, MoMA